# Elecciones parlamentarias de Nauru de 2022
Las elecciones parlamentarias se realizaron en la República de Nauru el 24 de septiembre de 2022 para elegir a los 19 miembros de Parlamento de Nauru.

## Sistema electoral
Los 19 miembros del Parlamento de Nauru son elegidos de entre ocho distritos electorales que utilizan el sistema Dowdall, una versión de votación clasificada; los votantes clasifican a los candidatos, y los votos se cuentan como una fracción de uno dividido por el número de clasificación (por ejemplo, un candidato clasificado en segundo lugar se calificará como ½); los candidatos con el total más alto son elegidos.
No hay partidos políticos, por lo que todos los candidatos se presentan como independientes. Todos los ciudadanos mayores de 20 años pueden emitir su voto; una vez que una persona alcanza la edad de votar, se agrega automáticamente al registro electoral. Votar es obligatorio en Nauru y las personas que no votan sin razón suficiente están obligadas a pagar una multa. Los nauruanos que presenten prueba de enfermedad, estén hospitalizados o no estén presentes en el país el día de las elecciones están exentos. Sin embargo, los nauruanos en el extranjero el día de las elecciones tienen la opción de participar en la votación delegando el sufragio, en la que el votante asigna a alguien en Nauru para que vote en su nombre. La comisión electoral proporciona un servicio de votación móvil para los votantes hospitalizados o que no pueden ir a los colegios electorales debido a una incapacidad, lo que implica que el personal electoral se desplace hacia estas personas para asegurarse de que puedan emitir su voto.

## Desarrollo
La votación anticipada comenzó el 19 de septiembre. Debido a la pandemia de COVID-19, la comisión electoral alentó a los colegios electorales a aplicar rigurosas medidas de higiene. El día de las elecciones, la votación concluyó a las 18:00 hora local.

## Resultados

### Aiwo
| Candidato                             | Votos de preferencia        | Votos de preferencia        | Votos de preferencia        | Votos de preferencia        | Votos de preferencia        | Votos de preferencia        | Votos de preferencia        | Votos de preferencia        | Votos de preferencia        | Votos de preferencia        | Total   | Notas        |
| Candidato                             | 1                           | 2                           | 3                           | 4                           | 5                           | 6                           | 7                           | 8                           | 9                           | 10                          | Total   | Notas        |
| ------------------------------------- | --------------------------- | --------------------------- | --------------------------- | --------------------------- | --------------------------- | --------------------------- | --------------------------- | --------------------------- | --------------------------- | --------------------------- | ------- | ------------ |
| Rennier Gadabu                        | 248                         | 178                         | 66                          | 38                          | 12                          | 23                          | 17                          | 30                          | 40                          | 146                         | 399.956 | Reelegido    |
| Delvin Thoma                          | 183                         | 166                         | 76                          | 64                          | 53                          | 29                          | 53                          | 58                          | 87                          | 29                          | 350.155 | Elegido      |
| Milton Dube                           | 142                         | 74                          | 67                          | 62                          | 60                          | 35                          | 56                          | 73                          | 82                          | 147                         | 275.603 | No reelegido |
| Aaron Cook                            | 84                          | 35                          | 60                          | 61                          | 62                          | 89                          | 91                          | 144                         | 115                         | 57                          | 213.461 |              |
| Vania Scotty                          | 60                          | 51                          | 53                          | 76                          | 89                          | 141                         | 118                         | 76                          | 88                          | 46                          | 204.202 |              |
| Clarissa Jeremiah                     | 38                          | 68                          | 113                         | 79                          | 91                          | 115                         | 118                         | 86                          | 58                          | 32                          | 204.035 |              |
| Shane Detenamo                        | 15                          | 57                          | 151                         | 122                         | 116                         | 83                          | 91                          | 71                          | 57                          | 35                          | 193.075 |              |
| Ken Blake                             | 9                           | 55                          | 89                          | 117                         | 175                         | 112                         | 83                          | 76                          | 53                          | 29                          | 179.229 |              |
| Cory Caleb                            | 3                           | 93                          | 69                          | 42                          | 48                          | 83                          | 76                          | 101                         | 121                         | 162                         | 159.560 |              |
| Evi Agir                              | 16                          | 21                          | 54                          | 137                         | 92                          | 88                          | 95                          | 83                          | 97                          | 115                         | 158.041 |              |
| Votos inválidos y en blanco           | Votos inválidos y en blanco | Votos inválidos y en blanco | Votos inválidos y en blanco | Votos inválidos y en blanco | Votos inválidos y en blanco | Votos inválidos y en blanco | Votos inválidos y en blanco | Votos inválidos y en blanco | Votos inválidos y en blanco | Votos inválidos y en blanco | 17      |              |
| Total                                 | Total                       | Total                       | Total                       | Total                       | Total                       | Total                       | Total                       | Total                       | Total                       | Total                       | 815     |              |
| Fuente: Electoral Commission of Nauru |                             |                             |                             |                             |                             |                             |                             |                             |                             |                             |         |              |

### Anabar
| Candidato                             | Votos preferentes           | Votos preferentes           | Votos preferentes           | Votos preferentes           | Votos preferentes           | Votos preferentes           | Votos preferentes           | Votos preferentes           | Votos preferentes           | Total   | Notas     |
| Candidato                             | 1                           | 2                           | 3                           | 4                           | 5                           | 6                           | 7                           | 8                           | 9                           | Total   | Notas     |
| ------------------------------------- | --------------------------- | --------------------------- | --------------------------- | --------------------------- | --------------------------- | --------------------------- | --------------------------- | --------------------------- | --------------------------- | ------- | --------- |
| Pyon Deiye                            | 300                         | 211                         | 38                          | 50                          | 14                          | 13                          | 5                           | 22                          | 5                           | 439.653 | Reelegido |
| Maverick Eoe                          | 245                         | 192                         | 48                          | 22                          | 18                          | 21                          | 16                          | 14                          | 82                          | 382.747 | Reelegido |
| Ludwig Scotty                         | 57                          | 43                          | 39                          | 48                          | 53                          | 51                          | 75                          | 149                         | 143                         | 167.828 |           |
| Marita Agigo                          | 17                          | 58                          | 68                          | 85                          | 52                          | 64                          | 197                         | 91                          | 26                          | 153.390 |           |
| Bureiy Deireragea                     | 15                          | 36                          | 72                          | 68                          | 173                         | 135                         | 58                          | 55                          | 46                          | 151.372 |           |
| Junior Olsson                         | 19                          | 53                          | 101                         | 57                          | 52                          | 40                          | 61                          | 102                         | 173                         | 151.170 |           |
| Patrick Scotty                        | 4                           | 44                          | 54                          | 176                         | 104                         | 98                          | 61                          | 63                          | 54                          | 147.723 |           |
| Dawson Agege                          | 1                           | 9                           | 169                         | 64                          | 96                          | 62                          | 88                          | 92                          | 77                          | 139.994 |           |
| Narmi Doguape                         | 0                           | 12                          | 69                          | 88                          | 96                          | 174                         | 97                          | 70                          | 52                          | 127.585 |           |
| Votos inválidos y en blanco           | Votos inválidos y en blanco | Votos inválidos y en blanco | Votos inválidos y en blanco | Votos inválidos y en blanco | Votos inválidos y en blanco | Votos inválidos y en blanco | Votos inválidos y en blanco | Votos inválidos y en blanco | Votos inválidos y en blanco | 17      |           |
| Total                                 | Total                       | Total                       | Total                       | Total                       | Total                       | Total                       | Total                       | Total                       | Total                       | 675     |           |
| Fuente: Electoral Commission of Nauru |                             |                             |                             |                             |                             |                             |                             |                             |                             |         |           |

### Anetan
| Candidato                             | Votos preferentes           | Votos preferentes           | Votos preferentes           | Votos preferentes           | Votos preferentes           | Votos preferentes           | Total   | Notas     |
| Candidato                             | 1                           | 2                           | 3                           | 4                           | 5                           | 6                           | Total   | Notas     |
| ------------------------------------- | --------------------------- | --------------------------- | --------------------------- | --------------------------- | --------------------------- | --------------------------- | ------- | --------- |
| Timothy Ika                           | 483                         | 324                         | 30                          | 22                          | 20                          | 19                          | 667.667 | Reelegido |
| Marcus Stephen                        | 298                         | 346                         | 75                          | 43                          | 48                          | 88                          | 531.017 | Reelegido |
| Raynor Tom                            | 39                          | 89                          | 188                         | 125                         | 398                         | 59                          | 266.850 |           |
| Clifford Simon                        | 11                          | 46                          | 260                         | 365                         | 151                         | 65                          | 252.950 |           |
| Cyril Buraman                         | 62                          | 68                          | 62                          | 79                          | 74                          | 553                         | 243.383 |           |
| Begg Adire                            | 5                           | 25                          | 283                         | 264                         | 207                         | 114                         | 238.233 |           |
| Votos inválidos y en blanco           | Votos inválidos y en blanco | Votos inválidos y en blanco | Votos inválidos y en blanco | Votos inválidos y en blanco | Votos inválidos y en blanco | Votos inválidos y en blanco | 11      |           |
| Total                                 | Total                       | Total                       | Total                       | Total                       | Total                       | Total                       | 909     |           |
| Fuente: Electoral Commission of Nauru |                             |                             |                             |                             |                             |                             |         |           |

### Boe
| Candidato                             | Votos preferentes           | Votos preferentes           | Votos preferentes           | Votos preferentes           | Votos preferentes           | Votos preferentes           | Total   | Notas     |
| Candidato                             | 1                           | 2                           | 3                           | 4                           | 5                           | 6                           | Total   | Notas     |
| ------------------------------------- | --------------------------- | --------------------------- | --------------------------- | --------------------------- | --------------------------- | --------------------------- | ------- | --------- |
| Asterio Appi                          | 396                         | 175                         | 92                          | 51                          | 107                         | 221                         | 585.150 | Reelegido |
| Martin Hunt                           | 318                         | 325                         | 85                          | 135                         | 128                         | 51                          | 576.683 | Reelegido |
| Wanganeen Emiu                        | 207                         | 212                         | 122                         | 119                         | 191                         | 191                         | 453.450 |           |
| Baron Waqa                            | 103                         | 66                          | 114                         | 106                         | 260                         | 393                         | 318.000 |           |
| Samvic Namaduk                        | 8                           | 154                         | 333                         | 243                         | 184                         | 120                         | 313.550 |           |
| Dempsey Detenamo                      | 10                          | 110                         | 296                         | 388                         | 172                         | 66                          | 306.067 |           |
| Votos inválidos y en blanco           | Votos inválidos y en blanco | Votos inválidos y en blanco | Votos inválidos y en blanco | Votos inválidos y en blanco | Votos inválidos y en blanco | Votos inválidos y en blanco | 4       |           |
| Total                                 | Total                       | Total                       | Total                       | Total                       | Total                       | Total                       | 1046    |           |
| Fuente: Electoral Commission of Nauru |                             |                             |                             |                             |                             |                             |         |           |

### Buada
| Candidato                             | Votos preferentes           | Votos preferentes           | Votos preferentes           | Votos preferentes           | Votos preferentes           | Votos preferentes           | Votos preferentes           | Votos preferentes           | Votos preferentes           | Total   | Notas     |
| Candidato                             | 1                           | 2                           | 3                           | 4                           | 5                           | 6                           | 7                           | 8                           | 9                           | Total   | Notas     |
| ------------------------------------- | --------------------------- | --------------------------- | --------------------------- | --------------------------- | --------------------------- | --------------------------- | --------------------------- | --------------------------- | --------------------------- | ------- | --------- |
| Bingham Agir                          | 205                         | 47                          | 13                          | 14                          | 7                           | 11                          | 11                          | 26                          | 175                         | 263.833 | Reelegido |
| Shadlog Bernicke                      | 166                         | 38                          | 31                          | 21                          | 14                          | 27                          | 23                          | 74                          | 115                         | 233.197 | Reelegido |
| Sean Halstead                         | 34                          | 108                         | 68                          | 56                          | 55                          | 49                          | 59                          | 72                          | 8                           | 162.151 |           |
| Jaxon Olsson                          | 34                          | 60                          | 53                          | 73                          | 71                          | 121                         | 48                          | 36                          | 13                          | 147.085 |           |
| Sheeva Peo Cook                       | 38                          | 60                          | 62                          | 61                          | 56                          | 35                          | 88                          | 76                          | 33                          | 146.688 |           |
| Rowan Detenamo                        | 11                          | 35                          | 110                         | 81                          | 75                          | 69                          | 50                          | 53                          | 25                          | 128.462 |           |
| Aie Ribauw                            | 11                          | 50                          | 50                          | 51                          | 114                         | 78                          | 81                          | 59                          | 15                          | 121.830 |           |
| Elchen Morgan                         | 5                           | 79                          | 58                          | 45                          | 59                          | 50                          | 62                          | 67                          | 84                          | 121.782 |           |
| Nanero Thoma                          | 5                           | 32                          | 64                          | 107                         | 58                          | 69                          | 87                          | 46                          | 41                          | 114.917 |           |
| Votos inválidos y en blanco           | Votos inválidos y en blanco | Votos inválidos y en blanco | Votos inválidos y en blanco | Votos inválidos y en blanco | Votos inválidos y en blanco | Votos inválidos y en blanco | Votos inválidos y en blanco | Votos inválidos y en blanco | Votos inválidos y en blanco | 2       |           |
| Total                                 | Total                       | Total                       | Total                       | Total                       | Total                       | Total                       | Total                       | Total                       | Total                       | 511     |           |
| Fuente: Electoral Commission of Nauru |                             |                             |                             |                             |                             |                             |                             |                             |                             |         |           |

### Meneng
| Candidato                             | Votos preferentes           | Votos preferentes           | Votos preferentes           | Votos preferentes           | Votos preferentes           | Votos preferentes           | Votos preferentes           | Votos preferentes           | Votos preferentes           | Votos preferentes           | Votos preferentes           | Total   | Notas        |
| Candidato                             | 1                           | 2                           | 3                           | 4                           | 5                           | 6                           | 7                           | 8                           | 9                           | 10                          | 11                          | Total   | Notas        |
| ------------------------------------- | --------------------------- | --------------------------- | --------------------------- | --------------------------- | --------------------------- | --------------------------- | --------------------------- | --------------------------- | --------------------------- | --------------------------- | --------------------------- | ------- | ------------ |
| Lionel Aingimea                       | 442                         | 174                         | 98                          | 57                          | 47                          | 42                          | 43                          | 80                          | 80                          | 129                         | 147                         | 643.612 | Reelegido    |
| Khyde Menke                           | 223                         | 349                         | 117                         | 77                          | 52                          | 38                          | 39                          | 44                          | 64                          | 136                         | 191                         | 530.630 | Reelegido    |
| Jesse Jeremiah                        | 223                         | 134                         | 127                         | 95                          | 88                          | 65                          | 77                          | 75                          | 160                         | 113                         | 182                         | 450.515 | Elegido      |
| Tawaki Kam                            | 146                         | 128                         | 160                         | 109                         | 98                          | 77                          | 153                         | 94                          | 114                         | 134                         | 126                         | 394.145 | No reelegido |
| Vodrick Detsiogo                      | 63                          | 92                          | 138                         | 134                         | 131                         | 144                         | 171                         | 219                         | 105                         | 82                          | 60                          | 315.825 |              |
| Robert Timothy                        | 59                          | 99                          | 111                         | 132                         | 155                         | 132                         | 136                         | 132                         | 134                         | 197                         | 52                          | 306.745 |              |
| Wiram Wiram                           | 83                          | 81                          | 114                         | 89                          | 94                          | 103                         | 92                          | 136                         | 171                         | 140                         | 236                         | 304.314 |              |
| Ronay Dick                            | 16                          | 79                          | 218                         | 192                         | 175                         | 169                         | 156                         | 116                         | 99                          | 78                          | 41                          | 298.646 |              |
| Jim Brechtefeld                       | 68                          | 61                          | 84                          | 126                         | 103                         | 198                         | 145                         | 168                         | 151                         | 129                         | 106                         | 292.628 |              |
| Samson Rock                           | 3                           | 78                          | 100                         | 121                         | 229                         | 167                         | 171                         | 146                         | 131                         | 101                         | 92                          | 254.914 |              |
| Nickos Simon                          | 4                           | 64                          | 72                          | 207                         | 167                         | 204                         | 156                         | 129                         | 130                         | 100                         | 106                         | 292.628 |              |
| Votos inválidos y en blanco           | Votos inválidos y en blanco | Votos inválidos y en blanco | Votos inválidos y en blanco | Votos inválidos y en blanco | Votos inválidos y en blanco | Votos inválidos y en blanco | Votos inválidos y en blanco | Votos inválidos y en blanco | Votos inválidos y en blanco | Votos inválidos y en blanco | Votos inválidos y en blanco | 36      |              |
| Total                                 | Total                       | Total                       | Total                       | Total                       | Total                       | Total                       | Total                       | Total                       | Total                       | Total                       | Total                       | 1375    |              |
| Fuente: Electoral Commission of Nauru |                             |                             |                             |                             |                             |                             |                             |                             |                             |                             |                             |         |              |

### Ubenide
| Candidato                             | Votos preferentes           | Votos preferentes           | Votos preferentes           | Votos preferentes           | Votos preferentes           | Votos preferentes           | Votos preferentes           | Votos preferentes           | Votos preferentes           | Votos preferentes           | Votos preferentes           | Votos preferentes           | Votos preferentes           | Votos preferentes           | Votos preferentes           | Votos preferentes           | Votos preferentes           | Votos preferentes           | Total   | Notas     |
| Candidato                             | 1                           | 2                           | 3                           | 4                           | 5                           | 6                           | 7                           | 8                           | 9                           | 10                          | 11                          | 12                          | 13                          | 14                          | 15                          | 16                          | 17                          | 18                          | Total   | Notas     |
| ------------------------------------- | --------------------------- | --------------------------- | --------------------------- | --------------------------- | --------------------------- | --------------------------- | --------------------------- | --------------------------- | --------------------------- | --------------------------- | --------------------------- | --------------------------- | --------------------------- | --------------------------- | --------------------------- | --------------------------- | --------------------------- | --------------------------- | ------- | --------- |
| Russ Kun                              | 275                         | 263                         | 235                         | 129                         | 127                         | 46                          | 48                          | 31                          | 47                          | 39                          | 25                          | 28                          | 34                          | 24                          | 33                          | 104                         | 46                          | 32                          | 592.124 | Reelegido |
| David Adeang                          | 254                         | 270                         | 168                         | 145                         | 96                          | 59                          | 42                          | 27                          | 38                          | 24                          | 29                          | 25                          | 31                          | 32                          | 48                          | 62                          | 59                          | 157                         | 554.938 | Reelegido |
| Wawani Dowiyogo                       | 231                         | 286                         | 135                         | 104                         | 53                          | 45                          | 33                          | 29                          | 30                          | 40                          | 22                          | 30                          | 28                          | 34                          | 45                          | 89                          | 246                         | 86                          | 515.666 | Reelegido |
| Reagan Aliklik                        | 249                         | 66                          | 87                          | 63                          | 31                          | 33                          | 17                          | 34                          | 36                          | 43                          | 46                          | 42                          | 51                          | 39                          | 38                          | 73                          | 148                         | 470                         | 409.732 | Reelegido |
| Vyko Adeang                           | 148                         | 63                          | 81                          | 144                         | 76                          | 57                          | 51                          | 67                          | 89                          | 107                         | 98                          | 91                          | 69                          | 96                          | 73                          | 139                         | 70                          | 47                          | 352.390 |           |
| Ranin Akua                            | 108                         | 170                         | 76                          | 80                          | 85                          | 55                          | 77                          | 77                          | 63                          | 80                          | 54                          | 58                          | 72                          | 73                          | 96                          | 118                         | 147                         | 76                          | 347.464 |           |
| Gregor Garoa                          | 68                          | 127                         | 153                         | 146                         | 123                         | 143                         | 114                         | 94                          | 80                          | 65                          | 55                          | 60                          | 83                          | 68                          | 84                          | 59                          | 39                          | 14                          | 343.897 |           |
| George Gioura                         | 53                          | 61                          | 121                         | 143                         | 149                         | 169                         | 138                         | 104                         | 88                          | 79                          | 54                          | 64                          | 59                          | 91                          | 69                          | 39                          | 54                          | 31                          | 301.159 |           |
| Daniel Itsamaera                      | 51                          | 48                          | 124                         | 69                          | 64                          | 65                          | 66                          | 92                          | 124                         | 104                         | 123                         | 110                         | 138                         | 125                         | 111                         | 58                          | 56                          | 38                          | 258.646 |           |
| Mark Menke                            | 21                          | 39                          | 53                          | 109                         | 96                          | 106                         | 124                         | 125                         | 126                         | 112                         | 106                         | 81                          | 89                          | 143                         | 78                          | 67                          | 61                          | 30                          | 228.912 |           |
| Livingstone Hiram                     | 22                          | 24                          | 61                          | 61                          | 81                          | 95                          | 105                         | 103                         | 132                         | 139                         | 112                         | 176                         | 129                         | 100                         | 70                          | 76                          | 47                          | 33                          | 213.987 |           |
| Ceila Giouba                          | 11                          | 20                          | 65                          | 90                          | 117                         | 120                         | 122                         | 150                         | 92                          | 109                         | 83                          | 78                          | 85                          | 52                          | 68                          | 74                          | 83                          | 147                         | 212.373 |           |
| Aidan Atto                            | 22                          | 29                          | 45                          | 39                          | 63                          | 115                         | 110                         | 143                         | 114                         | 138                         | 164                         | 150                         | 97                          | 102                         | 91                          | 60                          | 51                          | 33                          | 209.879 |           |
| Starsky Dagagio                       | 11                          | 12                          | 25                          | 52                          | 164                         | 131                         | 105                         | 108                         | 129                         | 115                         | 124                         | 104                         | 98                          | 85                          | 73                          | 55                          | 68                          | 107                         | 199.098 |           |
| Fabain Ribauw                         | 13                          | 22                          | 34                          | 54                          | 90                          | 99                          | 125                         | 105                         | 106                         | 87                          | 121                         | 102                         | 96                          | 113                         | 146                         | 115                         | 73                          | 65                          | 194.575 |           |
| Wavman Harris                         | 18                          | 24                          | 27                          | 48                          | 42                          | 80                          | 117                         | 103                         | 95                          | 119                         | 159                         | 111                         | 137                         | 154                         | 133                         | 109                         | 60                          | 30                          | 190.896 |           |
| Maximillian Kun                       | 5                           | 23                          | 44                          | 56                          | 54                          | 59                          | 93                          | 79                          | 75                          | 70                          | 93                          | 129                         | 167                         | 135                         | 172                         | 149                         | 84                          | 79                          | 176.097 |           |
| Temakau Tannang                       | 6                           | 19                          | 32                          | 34                          | 54                          | 89                          | 79                          | 95                          | 102                         | 96                          | 98                          | 127                         | 103                         | 100                         | 138                         | 129                         | 174                         | 91                          | 171.506 |           |
| Votos inválidos y en blanco           | Votos inválidos y en blanco | Votos inválidos y en blanco | Votos inválidos y en blanco | Votos inválidos y en blanco | Votos inválidos y en blanco | Votos inválidos y en blanco | Votos inválidos y en blanco | Votos inválidos y en blanco | Votos inválidos y en blanco | Votos inválidos y en blanco | Votos inválidos y en blanco | Votos inválidos y en blanco | Votos inválidos y en blanco | Votos inválidos y en blanco | Votos inválidos y en blanco | Votos inválidos y en blanco | Votos inválidos y en blanco | Votos inválidos y en blanco | 64      |           |
| Total                                 | Total                       | Total                       | Total                       | Total                       | Total                       | Total                       | Total                       | Total                       | Total                       | Total                       | Total                       | Total                       | Total                       | Total                       | Total                       | Total                       | Total                       | Total                       | 1630    |           |
| Fuente: Electoral Commission of Nauru |                             |                             |                             |                             |                             |                             |                             |                             |                             |                             |                             |                             |                             |                             |                             |                             |                             |                             |         |           |

### Yaren
| Candidato                            | Votos preferentes           | Votos preferentes           | Votos preferentes           | Votos preferentes           | Votos preferentes           | Votos preferentes           | Votos preferentes           | Votos preferentes           | Total   | Notas     |
| Candidato                            | 1                           | 2                           | 3                           | 4                           | 5                           | 6                           | 7                           | 8                           | Total   | Notas     |
| ------------------------------------ | --------------------------- | --------------------------- | --------------------------- | --------------------------- | --------------------------- | --------------------------- | --------------------------- | --------------------------- | ------- | --------- |
| Charmaine Scotty                     | 249                         | 261                         | 68                          | 48                          | 41                          | 78                          | 49                          | 60                          | 449.867 | Reelegido |
| Isabella Dageago                     | 257                         | 49                          | 29                          | 30                          | 37                          | 41                          | 87                          | 324                         | 365.829 | Reelegido |
| Caruso Amwano                        | 156                         | 67                          | 59                          | 57                          | 56                          | 61                          | 210                         | 188                         | 298.283 |           |
| Hunter Itaia                         | 110                         | 113                         | 107                         | 60                          | 76                          | 150                         | 161                         | 77                          | 289.992 |           |
| John Julius                          | 18                          | 128                         | 227                         | 143                         | 129                         | 102                         | 67                          | 40                          | 250.788 |           |
| Charisma Capelle                     | 34                          | 72                          | 135                         | 144                         | 157                         | 155                         | 118                         | 39                          | 229.965 |           |
| Rumple Cain                          | 20                          | 71                          | 110                         | 221                         | 162                         | 123                         | 80                          | 67                          | 220.120 |           |
| Mariae Cain                          | 10                          | 93                          | 119                         | 151                         | 196                         | 144                         | 82                          | 59                          | 216.206 |           |
| Votos inválidos y en blanco          | Votos inválidos y en blanco | Votos inválidos y en blanco | Votos inválidos y en blanco | Votos inválidos y en blanco | Votos inválidos y en blanco | Votos inválidos y en blanco | Votos inválidos y en blanco | Votos inválidos y en blanco | 5       |           |
| Total                                | Total                       | Total                       | Total                       | Total                       | Total                       | Total                       | Total                       | Total                       | 859     |           |
| Fuente:Electoral Commission of Nauru |                             |                             |                             |                             |                             |                             |                             |                             |         |           |